# Sarmiza Bilcescu
Sarmiza Bilcescu, född 1867, död 1913, var en rumänsk jurist.
Hon blev 1884 den första kvinnan att studera juridik vid Parisuniversitetet, fick sin licens 1887, blev 1890 den andra kvinnan i Europa efter Marie Popelin att bli fil kand i juridik, och 1891 den första kvinna att erkännas som advokat i Rumänien.  